# Ditylometopa elegans
Ditylometopa elegans är en tvåvingeart som beskrevs av Kertesz 1923. Ditylometopa elegans ingår i släktet Ditylometopa och familjen vapenflugor. Inga underarter finns listade i Catalogue of Life.